# Diário Oficial da União
Il Diário Oficial da União (D.O.U.) (in italiano "Giornale Ufficiale dell'Unione"), la gazzetta ufficiale del Brasile, è uno dei veicoli di comunicazione con il quale la Imprensa Nacional ("Stampa Nazionale") rende pubbliche le decisioni di rilievo federale. Oggi il D.O.U. può essere letto in internet oltre che acquistato nelle edicole. Il D.O.U. si compone di tre sezioni, che pubblicano:
1. Leggi, decreti, delibere, regolamenti, ordinanze e altri atti legislativi di interesse generale
2. Atti di interesse dei funzionari dell'Amministrazione Pubblica Federale
3. Contratti, editti, avvisi con obbligo di pubblicazione sul D.O.U.

La Imprensa Nacional ("Stampa Nazionale") dipende dalla presidenza della Repubblica Federale del Brasile.